# Железнодорожная улица (Саратов)
Железнодоро́жная у́лица — улица Саратова. Проходит от полотна Приволжской железной дороги до улицы Крайней.

## История
Улица сложилась в 1870-х годах, после сооружения железной дороги Москва — Саратов Первопоселенцами улицы были железнодорожники и их семьи. С осени 1912 до января 1913 года на улице жил Иван Озолин, начальник станции Астапово, а в 1913—1933 годах на улице жил саратовский архитектор Карл Людвигович Мюфке.

## Расположение

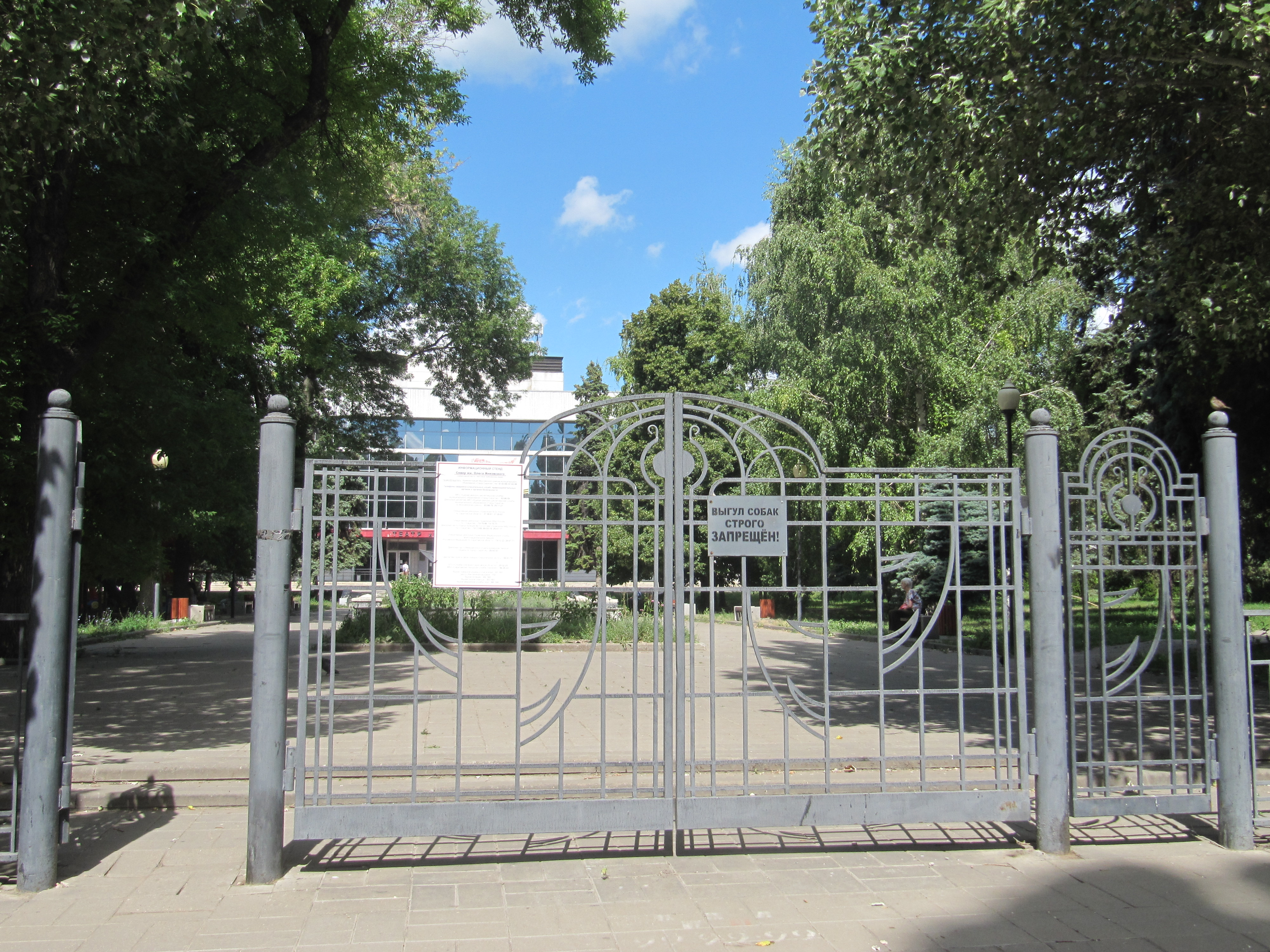
Ворота Сквера им. Олега Янковского

Улица начинается от полотна железной дороги недалеко от станции Саратов II, где ранее располагалась Ямская площадь. После пересечения с Новоузенской улицей прерывается заводом «Электротерм-93». Следующий участок Железнодорожной начинается от улицы Рабочей, где она проходит рядом со сквером имени Олега Янковского, в котором располагается Театр драмы имени Слонова И. А.. Между улицей Слонова и улицей Вавилова улица поворачивает чуть к северу. Возле пересечения с Большой Казачьей улица обрывается корпусами медицинского университета, СГУ, военного института, занимающие территорию существовавшей ранее Московской площади, и завода «Проммаш». После него от улицы Зарубина Железнодорожная возобновляется и не прерывается до тех пор, пока не упирается окончательно в 1-ю Садовую улицу. Проезжая часть, однако, разорвана сквером на Большой Горной улице. Ранее этого разрыва не было, он появился в 1960-х годах, когда переезд по улице Железнодорожной через рельсы трамвая № 3 был закрыт в ходе сооружения в Саратове скоростного трамвая, который так и не был построен.

## Здания и памятники
По нечётной стороне:
- № 23 — особняк Карла Мюфке, построенный по его проекту.
- № 27 — детский сад № 64.
- № 29 — школа-интернат № 1. В годы Великой Отечественной войны в школе располагался госпиталь № 3287. Среди прочих в нём лечился Е.Ф. Тимофеев — саратовский скульптор, который впоследствии создал памятник ветеранам 32 Саратовской стрелковой дивизии, установленный возле школы и открытый 11 ноября 1968 г.

По чётной стороне:
- № 50/15 — Аптека Фридолина
- № 74 — Физико-технический лицей № 1 (новый корпус).
- Большая Горная, 314/320 — министерство социального развития Саратовской области.

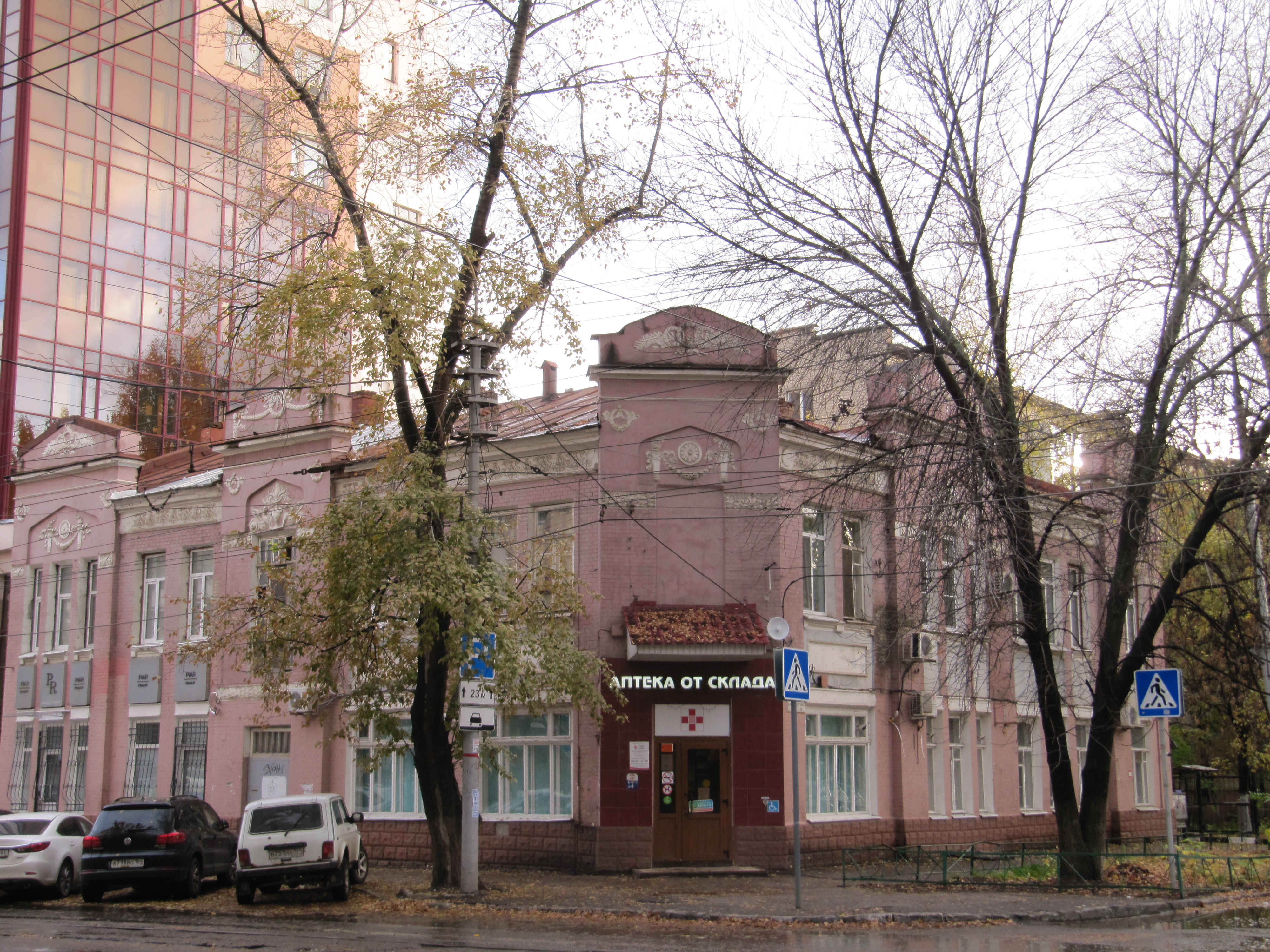
Аптека на ул Железнодорожной 50
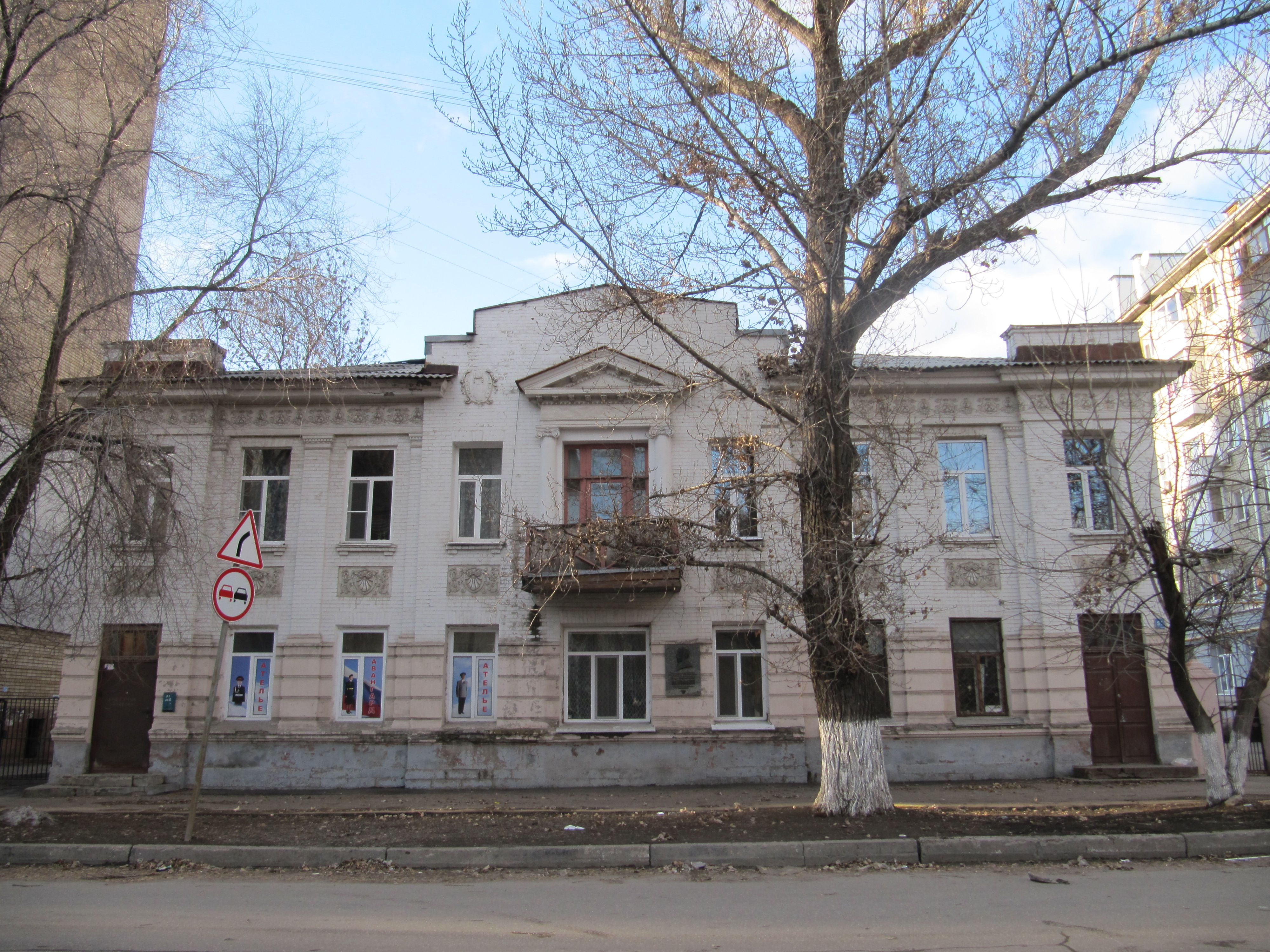
Особняк Мюфке на ул Железнодорожной
Памятник ветеранам 32 стрелковой дивизии

## Транспорт
- Станция Саратов II в начале улицы.
- Трамвай № 3 у пересечения с Большой Горной, трамваи № 9, 10 у пересечения с улицей Слонова